# Lac Falls
Le lac Falls est un lac de barrage des États-Unis. D'une superficie de 50 km2, il se trouve sur le cours de la rivière Neuse dans l’État de Caroline du Nord. Il existe depuis 1981.